# Villa d'Ogna
Villa d'Ogna est une commune italienne de la province de Bergame, dans la région Lombardie.

## Communes limitrophes
Ardesio, Clusone, Oltressenda Alta, Parre, Piario, Rovetta

## Administration
| Période     | Période  | Identité      | Étiquette                              | Qualité |
| ----------- | -------- | ------------- | -------------------------------------- | ------- |
| 15 mai 2023 | En cours | Luca Pendezza | liste civique Persone per Villa d'Ogna |         |

## Personnalités
- Narno de Bergame (IIIe siècle-345), premier évêque de Bergame, saint
- Albert de Villa d'Ogna (1214-1279), bienheureux